# Striking Out
Striking Out é uma série de televisão irlandesa criada por James Phelan e transmitida pela primeira vez na RTÉ em 1 de janeiro de 2017. É estrelado por Amy Huberman como Tara Rafferty, uma advogada que decide abrir seu próprio escritório de advocacia afim de começar uma nova vida. Filmado em Dublin e Wicklow, a primeira temporada da série é composta por quatro episódios e foi exibida durante janeiro de 2017, recebendo aclamação da crítica. Posteriormente, a série foi vendida para os Estados Unidos, onde fez seu estreia na Acorn TV em 17 de março de 2017. Internacionalmente, a série foi distribuída pela DCD Rights e Acorn Media Enterprises.
A série obteve a maior audiência de domingo à noite para a RTÉ em mais de um ano. Antes da transmissão do primeiro episódio, a Chefe de Drama da RTÉ, Jane Gogan, confirmou ao Irish Examiner que uma segunda temporada já estava em desenvolvimento. Composta por seis episódios, as gravações da segunda temporada de Striking Out ocorreram ao longo do verão de 2017, e começou a ser transmitida em 2018, com Maria Doyle Kennedy, Moe Dunford e Jane Brennan entre os novos membros do elenco. Simon Massey foi anunciado como diretor.  Em 2018, o Channel 5 Broadcasting adquiriu os direitos de exibição da série no Reino Unido, com a primeira temporada sendo exibida no recém-lançado 5Select em 13 de fevereiro de 2018.

## Elenco e personagens

### Elenco principal
- Amy Huberman como Tara Rafferty
- Neil Morrissey como Vincent Pike
- Rory Keenan como Eric Dunbar
- Fiona O'Shaughnessy como Meg Reilly
- Emmet Byrne como Ray Lamont
- Maria Doyle Kennedy como George Cusack (2° temporada)
- Moe Dunford como Sam Dunbar (2° temporada)
- Paul Antony-Barber como Richard Dunbar
- Nick Dunning como Conrad Rafferty
- Ingrid Craigie como Irene Rafferty
- Brahm Gallagher como Pete (1° — 2° temporada, 1° episódio)

### Elenco recorrente
- Conall Keating como Steve
- Kate Gilmore como Lucy Whelan
- Sam McGovern como "Bookworm" Joe
- Natalie Radmall-Quirke como Caroline Walsh
- Elva Trill como Gillian
- Susannah De Wrixon como Joan Dunbar
- Enda Oates como Phillip McGrath (2° temporada)
- Michael James Ford como Nigel Fitzjames (2° temporada)
- Jane Brennan como Deidre York (2° temporada)